# Песочанска река
Песочанска река или Песочанка (на македонска литературна норма: Песочанска Река, Песочанка) е река в Северна Македония.
Води началото си от югоизточния склон на Стогово на височина от 2040 m. На височина от 782 m се влива в река Сатеска, като е неин десен приток. Дължината ѝ е 22 km, а площта на водосборния ѝ басейн е 53,32 km2.
През 1951 г. на нея е изграден ВЕЦ „Песочани“.